# Franskraalstrand
Franskraalstrand is een dorpje in de Zuid-Afrikaanse provincie West-Kaap. Franskraalstrand behoort tot de gemeente Overstrand dat onderdeel van het district Overberg is.